# Área de capacitación específica (Medicina)
Área de capacitación específica, o sub-especialidad, en Medicina, es el conjunto de conocimientos, habilidades y actitudes añadidos en profundidad o en extensión a los propios de la formación como médico especialista. El acceso a áreas de capacitación específica se realiza tras haber completado una especialidad y tras un tiempo mínimo de ejercicio en la misma.

## Acceso, formación y reconocimiento
Para acceder a dichas áreas los especialistas en Ciencias de la salud han de acreditar, al menos, dos años de ejercicio profesional en la especialidad. La formación especializada en áreas de capacitación específica tendrá carácter programado y se llevará a cabo por el sistema de residencia. Tras finalizar el período de formación, se otorgará un diploma de área de capacitación específica, con carácter oficial y validez en todo el territorio del Estado.

## Proyecto de áreas de capacitación específica en España
De acuerdo con el “Proyecto de Real Decreto por el que se regula la Troncalidad y otros aspectos del sistema de formación sanitaria especializada en Ciencias de la Salud” que baraja el Ministerio de Sanidad, Política Social e Igualdad, se pretende que las áreas de capacitación específica sean un elemento natural de profundización o ampliación de la práctica profesional de los especialistas mediante la adquisición de competencias avanzadas a través de un programa formativo específico.
Dicho proyecto contempla la creación de 4 áreas de capacitación específica: enfermedades infecciosas –a la que se podrá acceder desde las especialidades de Medicina Interna y Microbiología y parasitología-, hepatología –accesible para especialista en aparato digestivo y medicina interna-, neonatología –para pediatras y todas las áreas de capacitación específica de esta especialidad-, y urgencias y emergencias –a la que podrán optar internistas, intensivistas y médicos de familia-. Y se pide también la creación de otras áreas de capacitación específica, como Medicina paliativa.